# Absolute 薬師寺LIVE KAI BAND SWEET TEMPLE MOON LIVE 2012.8.12
Absolute 薬師寺LIVE KAI BAND SWEET TEMPLE MOON LIVE 2012.8.12は、2013年5月7日に発売された甲斐バンドの映像作品。LIVE DVD1枚とLIVE CD2枚の3枚組。

## 概要
2012年8月12日、奈良県にある薬師寺にて開催された野外ライブ『KAI BAND SWEET TEMPLE MOON LIVE』の模様を収録。1983年に開催された野外ライブ『THE BIG GIG』以来、29年ぶりの野外ライブとなった。
収録内容は、ドキュメンタリー映像を加えたDVDと2枚のライブCDとなっており、特殊パッケージに豪華32ページブックレット仕様となっている。ファンクラブ通販、甲斐の60歳を祝して開催された『Rolling Birthday 60』の会場グッズ販売によって先行販売された後、Amazon限定で一般発売された。

## 収録内容
Disc.1（DVD）
1. 破れたハートを売り物に
2. 翼あるもの
3. フェアリー（完全犯罪）
4. きんぽうげ
5. 裏切りの街角
6. シーズン
7. ビューティフル・エネルギー
8. 悲しき愛奴（サーファー）
9. ナイト・ウェイブ
10. BLUE LETTER
11. 恋のバカンス
12. 安奈-2012-
13. 嵐の季節
14. 氷のくちびる
15. ポップコーンをほおばって
16. 漂泊者（アウトロー）
17. HERO（ヒーローになる時、それは今）
18. ラヴ・マイナス・ゼロ
19. 100万$ナイト

Disc.2～3（CD）
1. 破れたハートを売り物に
2. 翼あるもの
3. フェアリー（完全犯罪）
4. きんぽうげ
5. 裏切りの街角
6. シーズン
7. ビューティフル・エネルギー
8. 悲しき愛奴（サーファー）
9. ナイト・ウェイブ
10. BLUE LETTER
11. 恋のバカンス
12. 安奈-2012-
13. 嵐の季節
14. 氷のくちびる
15. ポップコーンをほおばって
16. 漂泊者（アウトロー）
17. HERO（ヒーローになる時、それは今）
18. ラヴ・マイナス・ゼロ
19. 100万$ナイト